# دوران‌کایا (حکاری)
دوران‌کایا (به ترکی استانبولی: Durankaya) یک منطقهٔ مسکونی در ترکیه است که در حکاری واقع شده‌است. دوران‌کایا ۳٬۱۳۷ نفر جمعیت دارد و ۱٬۹۵۰ متر بالاتر از سطح دریا واقع شده‌است.